# 薬師寺 (高知市)
薬師寺（やくしじ）は高知県高知市に所在する寺院である。山号は岩屋山。宗派は真言宗豊山派。本尊は薬師如来。新四国曼荼羅霊場第五十九番札所、寺院を更に登ると四国八十八箇所第三十二番禅師峰寺奥の院の岩屋観音堂がある。
ご詠歌：みな人の　病みぬる年の　薬師寺　瑠璃のくすり　あたえめしませ

## 概要
平安時代末期、平治の乱で敗れ土佐国介良荘に流罪となっていた源希義が、同母兄頼朝の挙兵により平家より謀反の嫌疑をかけられ討たれた。希義の師であった琳猷上人は、その死を悼んで寺院を興し希義の念持仏を安置したといわれる。これが当寺院の始まりであると伝えられている。
毎年2月11日に大祭が行われる。

## 境内
- 本堂
- 岩屋観音堂 : 本堂の段を更に約20分ほど登った山頂近くにあり、このお堂は四国八十八箇所第三十二番札所禅師峰寺の奥の院とされている。本尊は十一面観世音菩薩。

## 画像

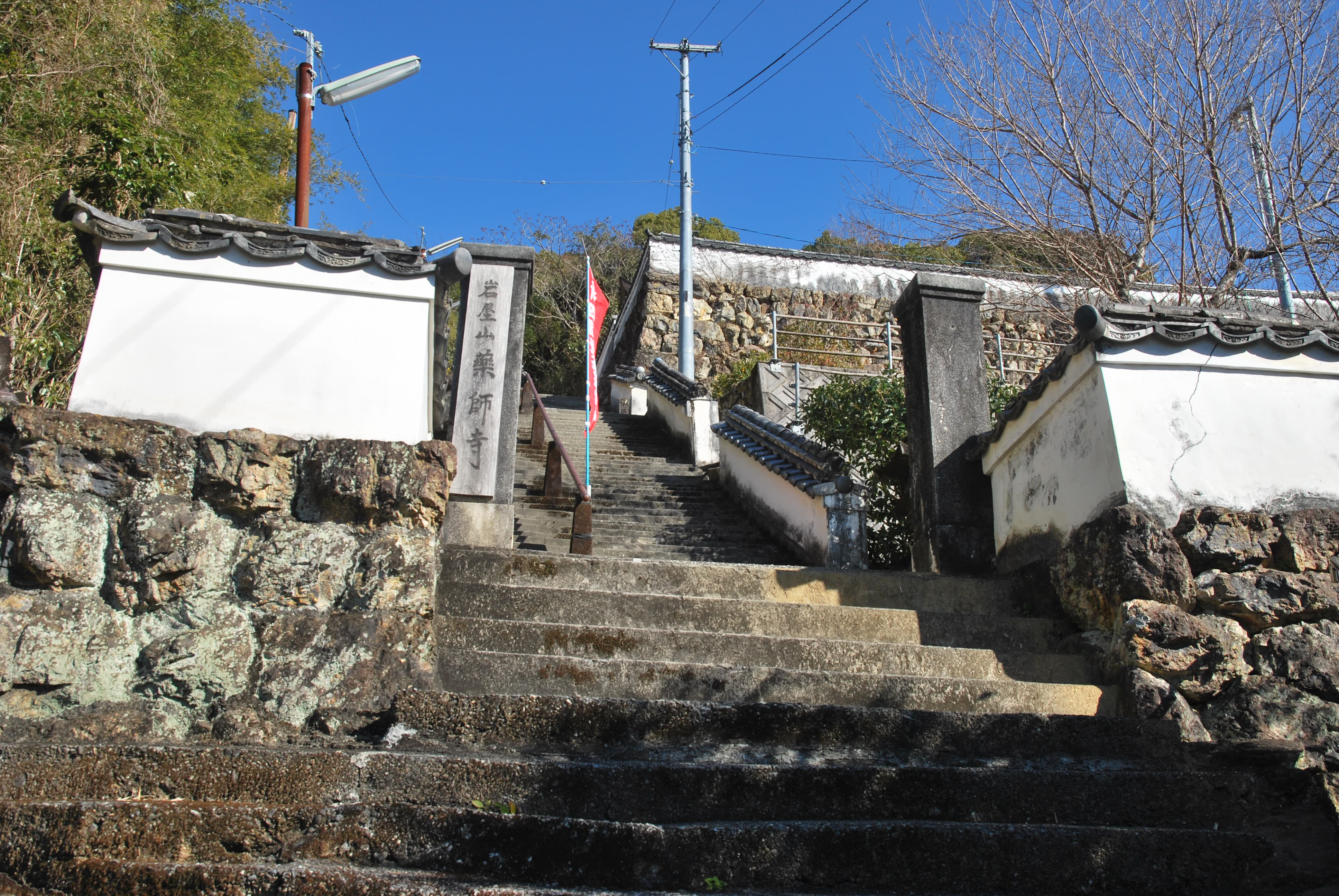
入口
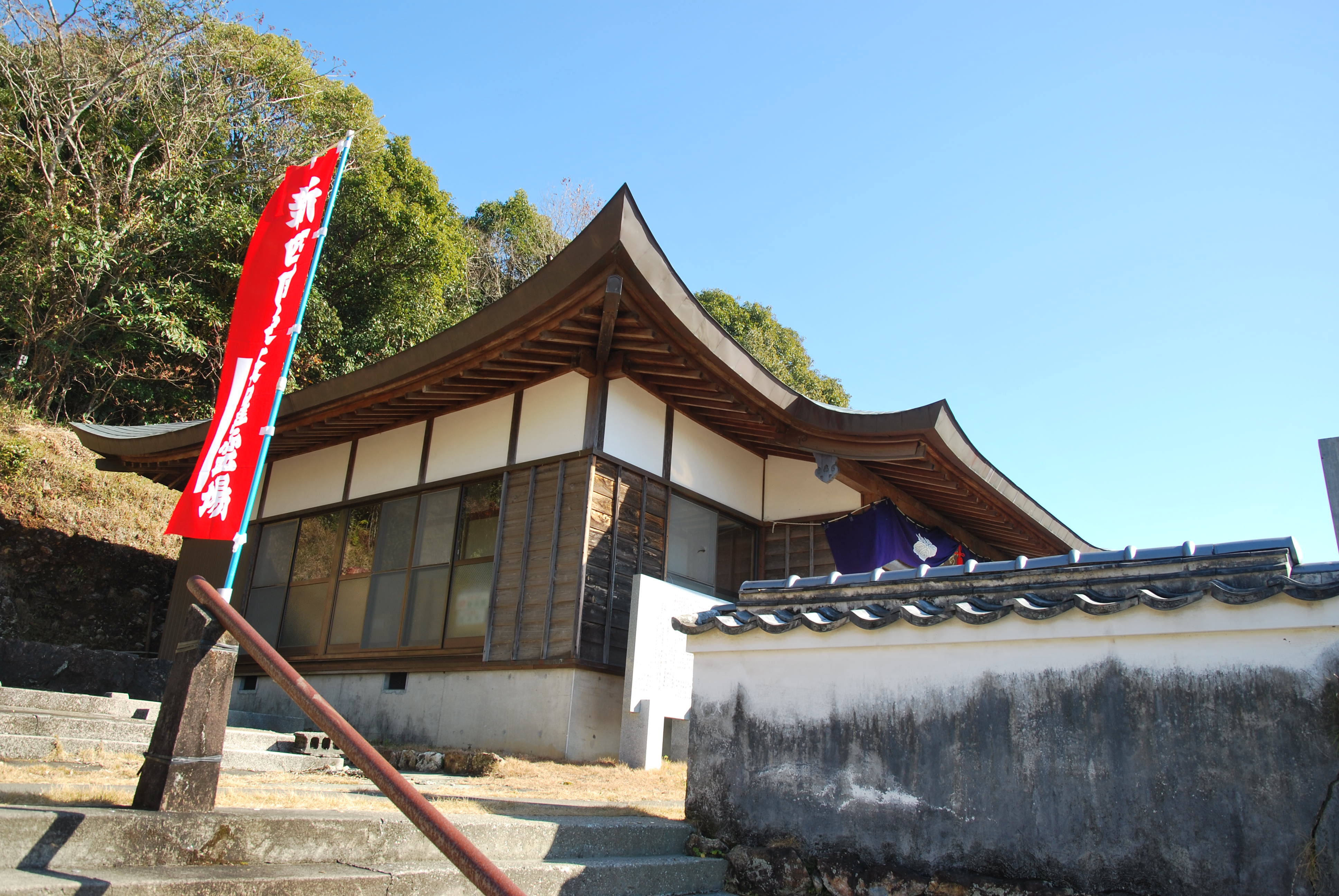
長い石段を上がって
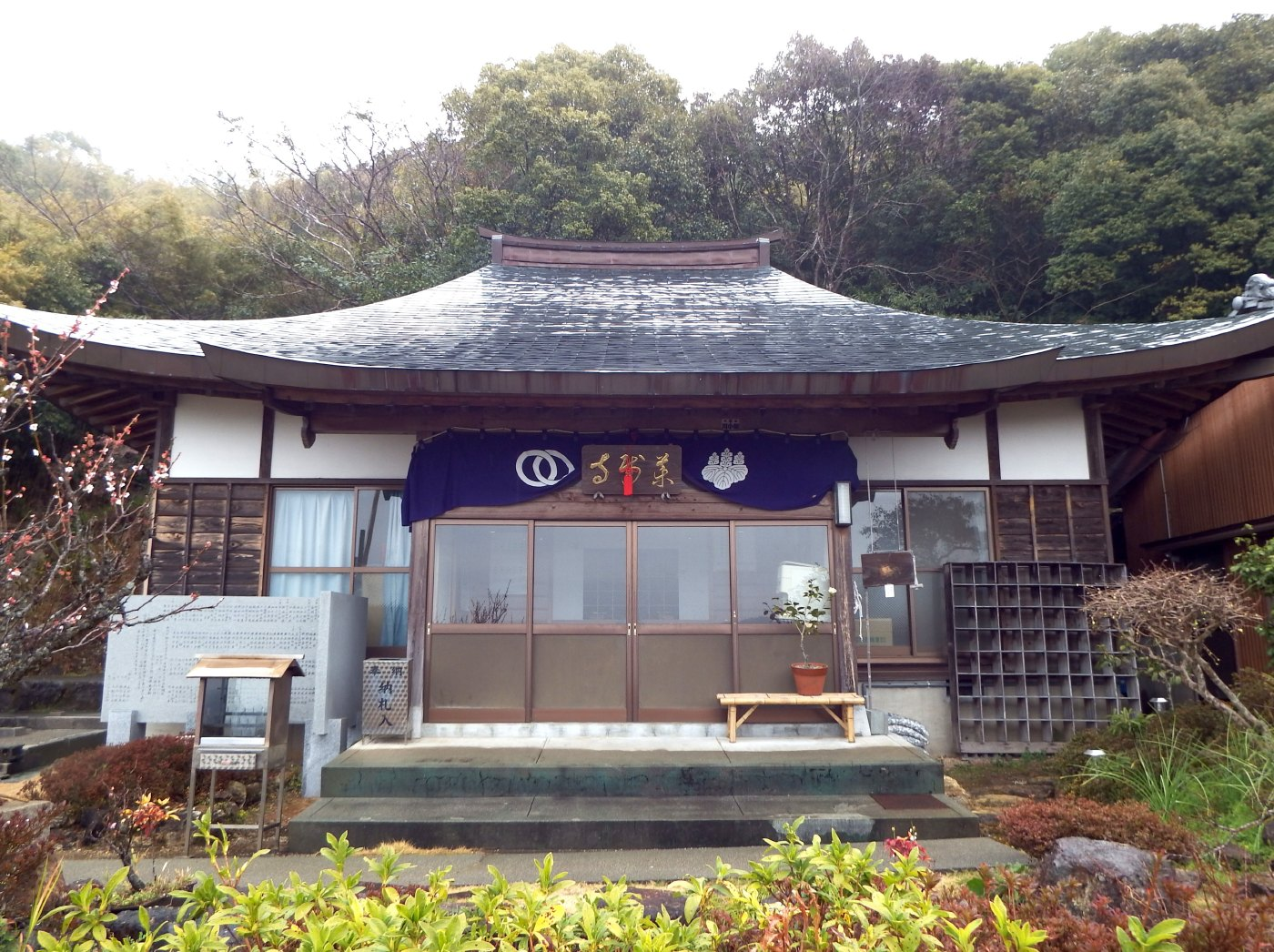
本堂
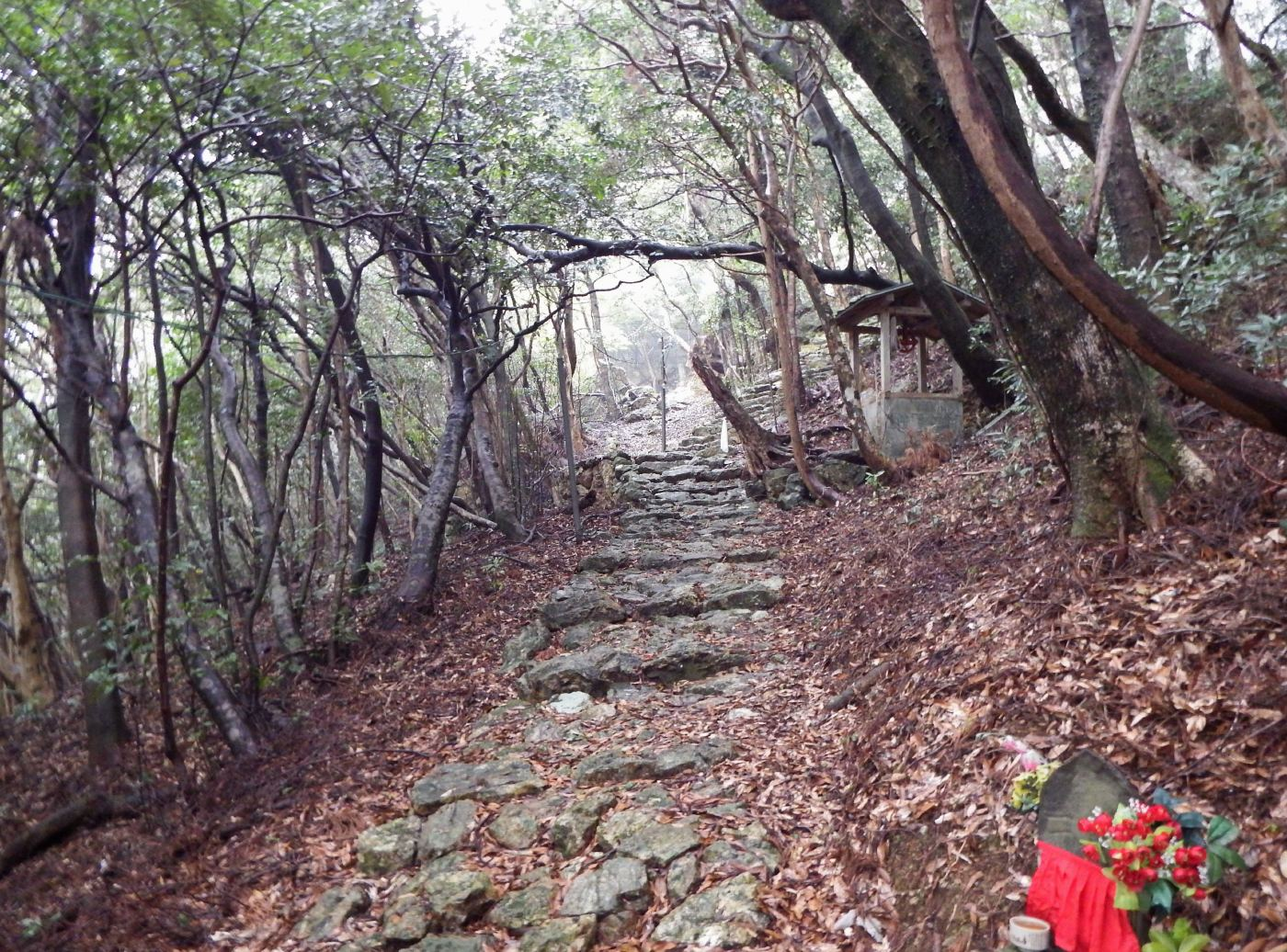
本堂から上への道
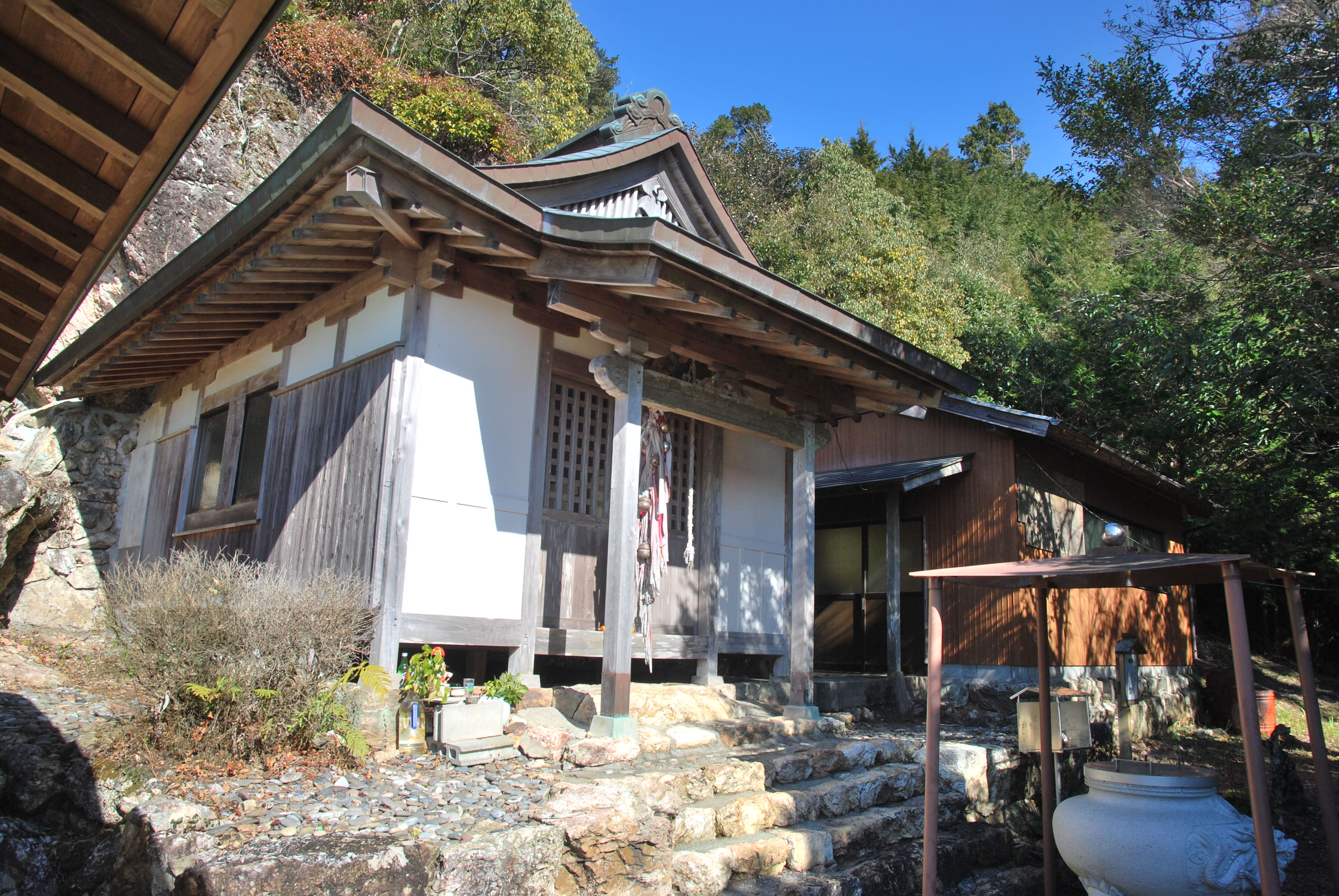
岩屋観音堂

## 前後の札所
新四国曼荼羅霊場
58番 峰興寺-- 59番 薬師寺 -- 60番 閑慶院

## 参考資料
- 現地説明板（介良コミュニティ計画推進市民会議・高知市教育委員会/作成）